# 多拉多

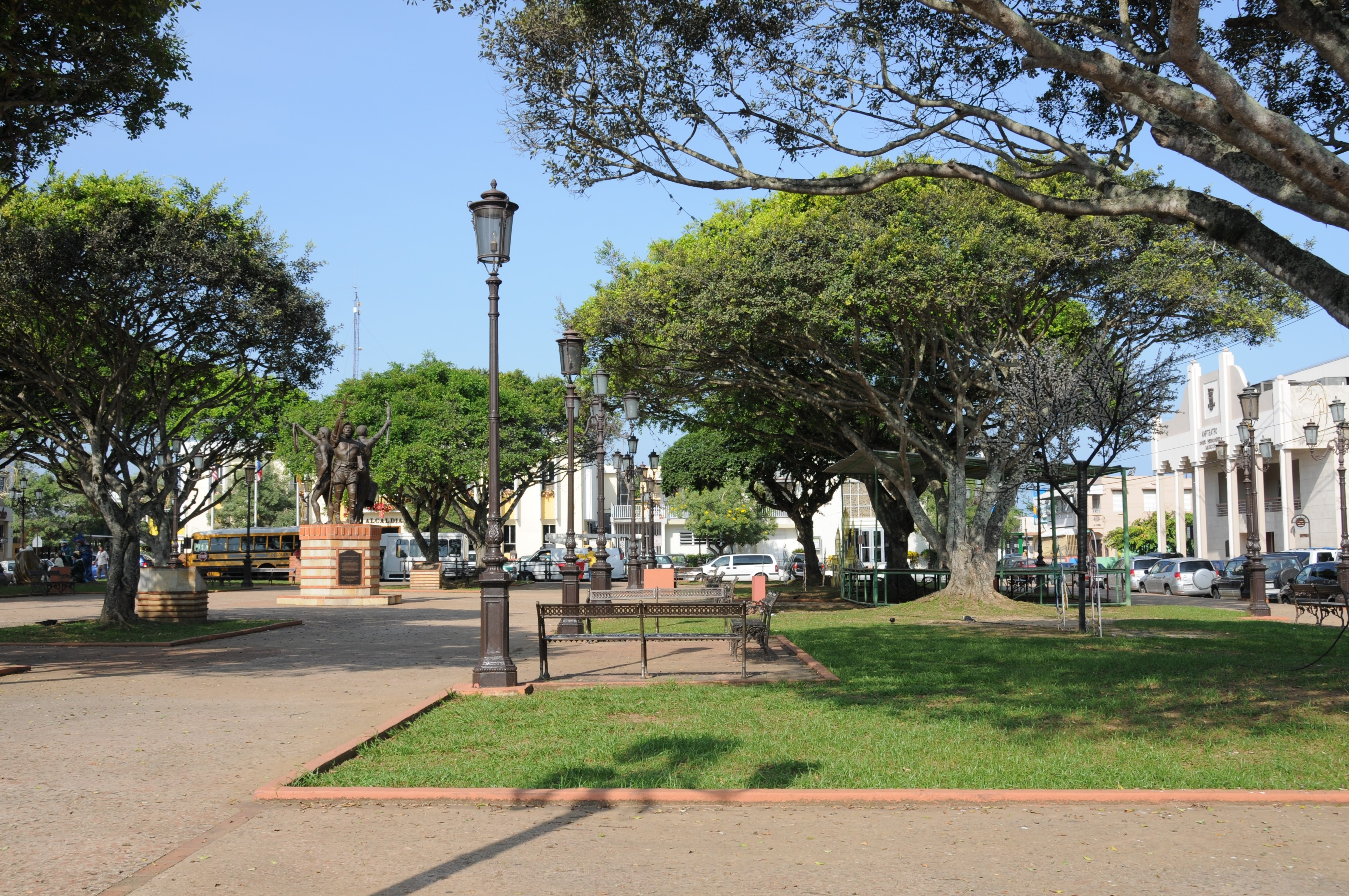

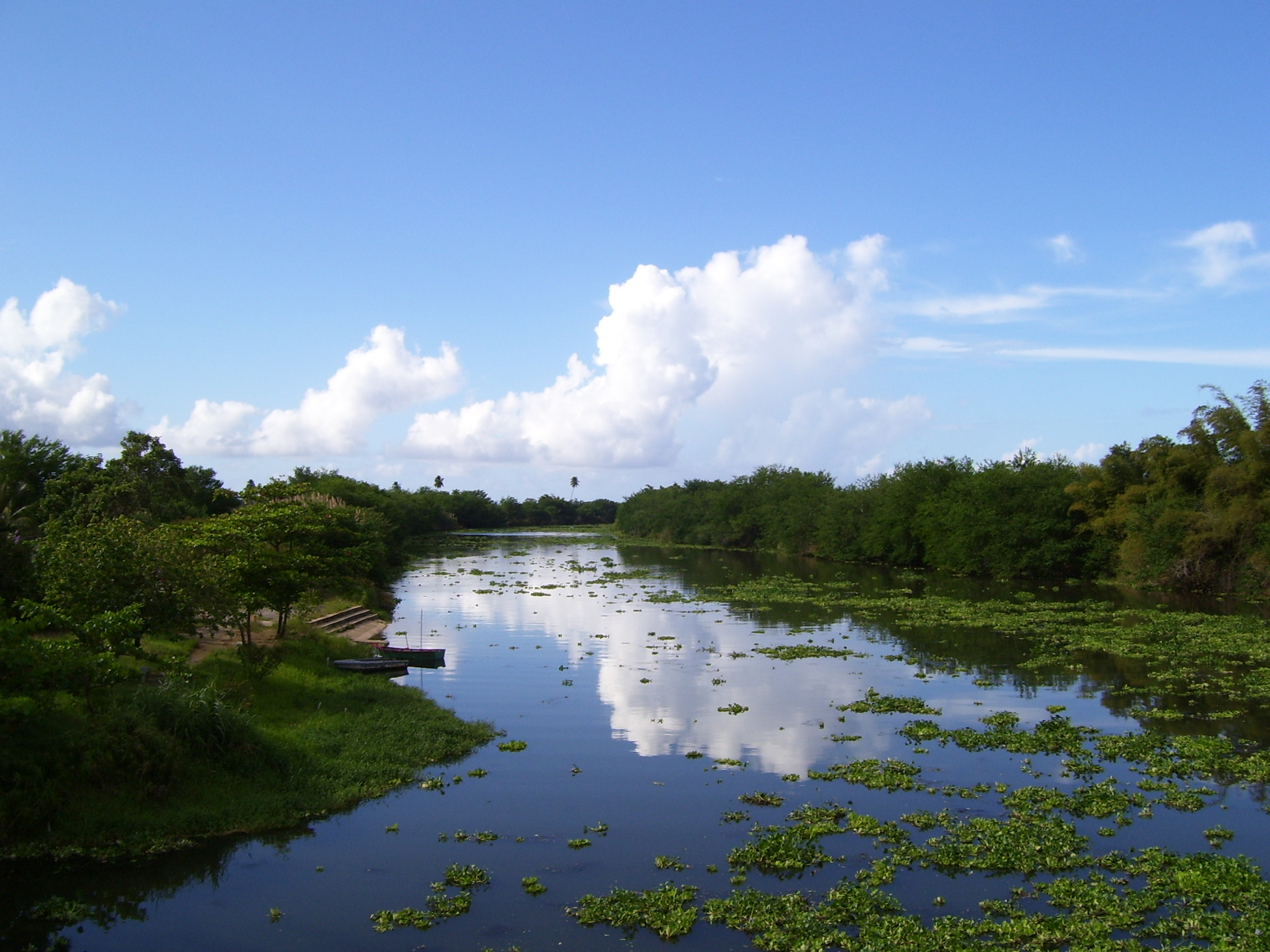

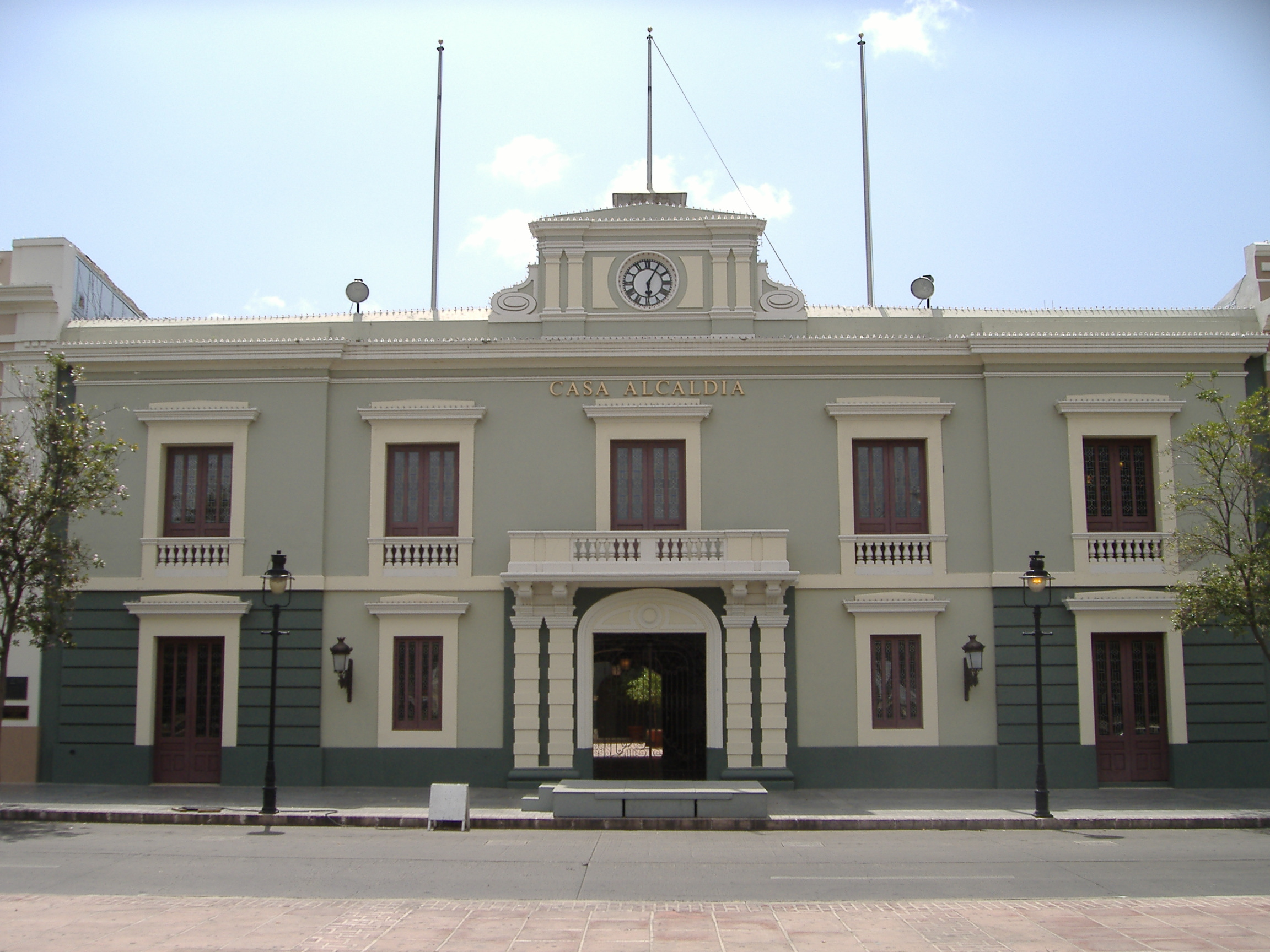

多拉多（西班牙語：El Dorado）是波多黎各的城鎮，位於該島北部，始建於1842年，面積60平方公里，主要經濟活動有商業、旅遊業和醫藥業，2010年人口38,165，人口密度每平方公里630人。

## 外部連結
- [永久]
- Darts fly like birds : atlatl hooks and other shell artifacts from the Punta Mameyes site, Dorado, Puerto Rico （页面存档备份，存于）